# De fleurige Floriade
De fleurige Floriade is een stripverhaal uit de reeks van Suske en Wiske, geschreven door Marc Verhaegen en gepubliceerd in De Standaard en Het Nieuwsblad van 2 augustus 2001 tot en met 20 november 2001.  Het verhaal kreeg volgnummer 274 in de Vierkleurenreeks. 
Het album werd op 24 april 2002 ten doop gehouden op het terrein van de Floriade, de wereldtuinbouwtentoonstelling die van april tot oktober van dat jaar in de Haarlemmermeer werd gehouden. Het verhaal speelt zich tevens grotendeels op deze Floriade af. 
Het verhaal vormt het eerste deel in een trilogie, die werd voortgezet in Heilig Bloed en In de ban van de Milt.

## Locaties
- Hoofddorp, Floriade met Big Spotters Hill (zandpiramide), Groene Stad, kantoren en zonnecentrale, Egypte, Gizeh met de Piramide van Cheops, het Oude Egypte, Nijl, vreemde ruimte, Sierra Nirvana, Bazaria en Kurkije (de laatste drie als onderdelen van de Floriade)

## Personages
- Suske, Wiske met Schanulleke, tante Sidonia, Lambik, Jerom, publiek Floriade, Seth, Osiris, Isis, Egyptenaren, Horus, Doctorandus Fritz Tulp (plantkundige en archivaris van de Floriade), Toon Tabel, Kom Pie Joeter (betoverde computer), Anubis, betoverde tamarisk.

## Het verhaal
Tante Sidonia, Lambik en Jerom hebben een standje op de Floriade en Lambik presenteert de snuifneus, maar heeft hiermee weinig succes. Ook tante Sidonia en Jerom hebben met hun brillen en turbohark geen succes. 
De vrienden besluiten de Floriade te gaan verkennen. Suske en Wiske maken met leeftijdgenoten een culturele rondreis door Egypte en Wiske vertelt over de piramide van Cheops. De kinderen raken hun groep kwijt en vinden een steen met daarin een vogelkoop. Dan wordt Wiskes rugzak (met daarin Schanulleke) gestolen en ze volgen de dief in een gat in de piramide. De opening sluit zich achter de kinderen en ze vinden een geraamte met een boodschap op de muur, “Prend Garde A Se…”. Suske en Wiske vinden een driehoek met gegraveerde stenen en zien dan hoe Seth het zaagsel van Schanulleke gebruikt voor een ritueel. Ze kunnen ternauwernood ontsnappen aan de godheid en zien dan hiërogliefen. Ze maken hier een foto van. 
Na het drinken van een vloeistof vallen de kinderen in slaap en komen vervolgens in het Oude Egypte terecht. Ze horen dat Seth zijn broer Osiris zal bezoeken. Wiske wordt naar de vertrekken van godkoningin Isis gestuurd. Suske hoort dat Seth de macht wil grijpen en vraagt zich af wat een vreemde sarcofaag hiermee te maken heeft. Seth geeft Osiris de sarcofaag en vertelt dat hij van edele metalen is gemaakt door Atum, Shu en Tefnut. Als Osiris één nacht in de sarcofaag zal doorbrengen, zal hij onkwetsbaar zijn voor duizend kwalen. De kist wordt dichtgetimmerd als Osiris plaatsgenomen heeft en wordt in de Nijl gegooid. Een tamarisk komt door toverkracht van Seth tot leven en de sarcofaag wordt door deze boom meegenomen. De kinderen worden bedreigd door Seth, maar worden dan weer wakker in de piramide. Wiske vindt Schanulleke en de kinderen duiken in de driehoek met gegraveerde stenen, nadat ze gevonden steen met de havikskop hebben geplaatst. De kinderen komen in een vreemde ruimte en ontmoeten Horus, die hen vertelt dat Osiris nog leeft in de tamarisk. De strijd tussen Osiris en Seth zal beslist worden op een heuvel die net zo groot is als de piramide. Tante Sidonia krijgt nieuws uit Egypte: de kinderen zijn verdwenen. Ze brengt Lambik en Jerom op de hoogte.
Dan verschijnt op Big Spotters Hill een driehoek en Suske en Wiske verschijnen, waarna de driehoek weer oplost in het niets. De driehoek in de piramide bleek kennelijk een soort "ruimtepoort" te zijn. De kinderen vertellen wat er is gebeurd, maar ze worden niet geloofd. Ze willen weten wat de hiërogliefen die zij in de piramide in Egypte hebben gefotografeerd betekenen en besluiten de foto die ze hiervan hebben gemaakt te bekijken op de computer. Hiervoor gebruiken ze de computer van Frits Tulp, de archivaris van de Floriade. Ze vertalen de tekst met behulp van het internet. In de tekst staat dat de confrontatie tussen Seth en Osiris in een bloemrijke omgeving zal plaatsvinden en Seth zich zal transformeren tot Apophis, een slangengod uit de onderwereld, terwijl Osiris de gedaante van Apis, de heilige stier, zal aannemen. De driehoek verschijnt opnieuw en Seth slaat Toon Tabel neer en kleedt zich in zijn kleding. Seth gaat naar de heer Tulp en hoort van hem dat hij orde in het plantenbestand moet scheppen. Hij wordt naar de hoofdcomputer gebracht, en schept chaos in plaats van orde. De computer komt tot leven en Suske en Wiske vechten met het apparaat, maar moeten dan vluchten voor een betoverde cactus. Tante Sidonia vindt de heer Tabel zonder kleren en gaat samen met hem naar de heer Tulp, maar deze gelooft niet dat hij nu met de echte heer Tabel te maken heeft. Jerom kan de kinderen redden van de cactus, maar deze krijgt dan zijn snoeizaag in handen.
Seth gebruikt Kom Pie Joeter om de tamarisk te vinden en hoort dat er drie bomen in de Floriade aanwezig zijn. Het bestand is echter een chaos en de computer kan niet vertellen waar deze bomen staan. Lambik ziet de computer met de kaktus vechten, maar dan verschijnt Seth en de dingen worden weer normaal. Seth gebruikt Lambik om de tamarisk te zoeken en belooft hem veel eer en rijkdom. Tante Sidonia brengt Toon Tabel naar de vrienden en deze zal proberen het bestand in de computer te ordenen. Seth betovert planten van de carnivorarium en deze planten, familie van de planten uit Het mini-mierennest, verdoven Jerom terwijl Lambik er stiekem vandoor gaat. Toon Tabel vindt de eerste tamarisk in het Afrikaanse land Sierra Nirvana en Suske en Wiske gaan naar de boom. Seth zorgt ervoor dat er allemaal spinnen verschijnen en de kinderen moeten vluchten. Tante Sidonia vraagt zich af waarom ze altijd op verkeerde mannen valt. Ze ziet dan hoe Lambik geld krijgt van Seth in ruil voor zijn inlichtingen. Tante Sidonia wordt in een struik bij Jerom gevangengezet door Seth.
Toon Tabel vindt de tweede tamarisk in Bazaria en Suske en Wiske gaan op weg naar de boom. Bij de boom aangekomen laat Seth allemaal slangen verschijnen. De heer Tulp komt ook opnieuw in aanraking met de toverkracht. Toon Tabel is neergeslagen door Lambik, maar Suske en Wiske kunnen hem verslaan en horen dat de derde tamarisk in Kurkije staat. De brug naar het eiland is vernield en Suske en Wiske worden door betoverd onkruid aangevallen. De kinderen zien dat Seth de sarcofaag met Osiris heeft gevonden en Lambik geeft hem de scepter aan. Suske en Wiske kunnen voorkomen dat Seth Osiris doodt en Wiske voedt Osiris met het zaagsel van Schanulleke. Osiris komt tot leven, maar wordt door betoverde slingerplanten gepakt en naar het moeras gesleept. Lambik komt in opstand tegen Seth en wordt dan als straf verkleind, Suske en Wiske kunnen hem redden voor er ergere dingen gebeuren en proberen Osiris uit het moeras te trekken. Dan stopt Seth de tijd en doodt Osiris. Hij wil de vrienden ook doden, maar dan verschijnen Anubis en Horus. Ze vertellen dat de godenwereld zich schaamt voor de daden van Seth en samen verkleinen ze de godheid tot een adder. Anubis en Horus vertrekken naar de godenwereld en Osiris vertelt dat hij nu heerser over de onderwereld is, hij begeleidt de doden op hun reis na het leven. De vrienden nemen afscheid van Fritz Tulp en Toon Tabel, maar ontdekken dan dat Lambik nog steeds verkleind is. Jerom wil hem in een vogelkooi stoppen.

## Achtergronden bij het verhaal
- Het zaagsel van Schanulleke speelde al eerder een belangrijke rol in een van de oudste verhalen uit de reeks, Prinses Zagemeel.
- Als Suske en Wiske na het drinken van een vloeistof in het Oude Egypte terechtkomen, hebben ze een donkere huidskleur. Dit is een ongebruikelijk element in de verhalen; gewoonlijk veranderen de hoofdpersonages bij het reizen door tijd en ruimte alleen van kledij en haardracht.
- Sierra Nirvana, een vroegere kolonie van Chocowakije gelegen in Midden-Afrika, kwam eerder al voor in De blote Belg. Het is tevens een woordspeling op het wel bestaande Sierra Nevada. Het fictieve land Bazaria stond ooit centraal in De speelgoedzaaier. Lambik moest in dit verhaal de koning van dit land vervangen.